# Klaksvík
Klaksvik este un oraș din Insulele Faroe.

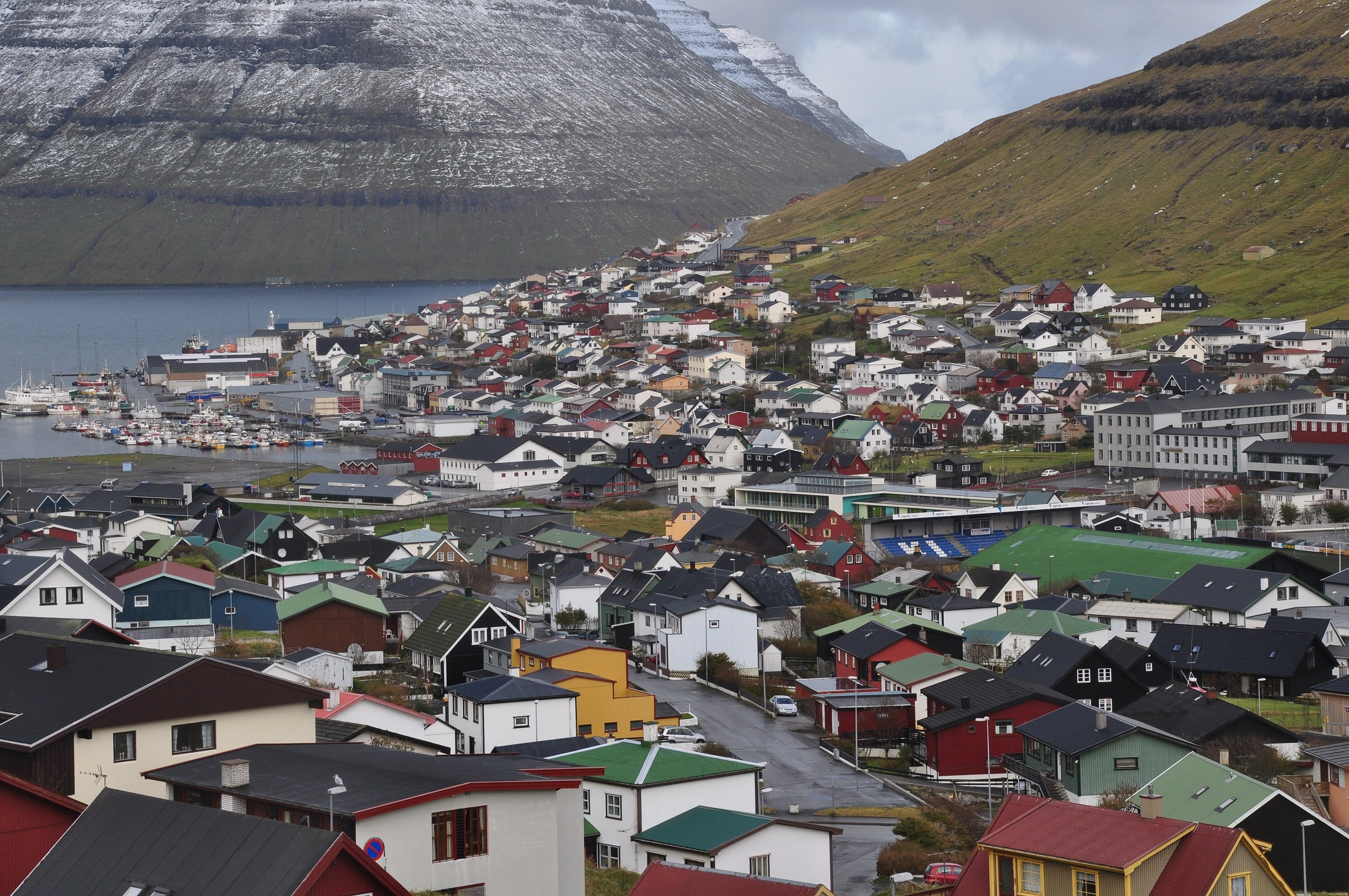
Klaksvík